# Richeeae
Richeeae, maleni tribus  vrjesovki, dio potporodice Epacridoideae. Opisan je 2002. godine. Pripada mu tri živa roda iz Australije, Novog Zelanda, Tasmanije, i nekih manjih pacifičkih otoka (Otočje Antipodes, Chatham, Nova Kaledonija, Norfolk) i jedan paleo-rod.

## Rodovi
1. Dracophyllum Labill.
2. Richea R.Br.
3. Sphenotoma Sweet
4. †Richeaphyllum G.J. Jordan & R.S. Hill, 1995